# The other sides of Agitation Free
The other sides of Agitation Free is een verzamelalbum van Agitation Free uit 1999. Het verzamel opnamen van de groep uit 1974.
De band Agitation Free hield het in 1974 voor bekeken, maar deze gebeurtenis zat nog vol losse eindjes. Er waren nog opnames, maar die werden niet meer uitgegeven in die tijd. De personele samenstelling van de band was toen niet meer stabiel, het was een komen en gaan van musici, alleen Günther en Lütjens spelen op alle nummers mee. Na een kleine opflakkering van de belangstelling voor hun muziek eind jaren 90, kwam na de liveopnamen op At the cliffs of River Rhine ook een aantal studio-opnamen uit. Delen van de progressieve rock en krautrock op dit album namen Opitz en Grosskopf later mee naar de Neue Deutsche Welle-band Lilli Berlin.

## Bezetting
- Michael Günther – basgitaar (1-10)
- Gustav Lütjens – gitaar, zang (1-10)
- Mickie Duwe – zang (8-10)
- Harald Grosskopf – slagwerk (1,2)
- Dietmar Burmeister – slagwerk (8-10)
- Jochen Bauer – slagwerk (6,7)
- Konstantin Bommarius – slagwerk (3-5)
- Manfred Opitz – toetsinstrumenten, zang (1-3)
- Christian Brero – piano (5)
- Bernd Gruber – toetsinstrumenten (6,7)
- Bernardt Arndt – orgel (8)
- Klaus Henrichs – saxofoon (1,2)
- Lou Blackburn – trombone (3)

## Muziek
De opnamen vonden plaats in de herfst van 1974 in de ERD-Tonstudio te Berlijn (1-7) en 18 en 19 juli 1974 Audio-Tonstudio te Berlijn, de laatste opnames waren bedoeld voor een hoorspel getiteld Störenfried.

| Nr. | Titel                                                           | Duur |
| --- | --------------------------------------------------------------- | ---- |
| 1.  | Atlantic overcrossing (Opitz)                                   | 5:32 |
| 2.  | Abulafia (Opitz)                                                | 6:16 |
| 3.  | 6th Floor (Lütjens)                                             | 5:09 |
| 4.  | Deliverence (Lütjens)                                           | 4:22 |
| 5.  | Latino Catherine (Günther)                                      | 3:35 |
| 6.  | Get it out (Lütjens)                                            | 4:20 |
| 7.  | Offstage (Lütjens)                                              | 2:45 |
| 8.  | Song für den Proletariersohn, teil 1 (Günther, Alfred Bergmann) | 5:36 |
| 9.  | Song für den Proletariersohn, teil 2 (idem)                     | 2:23 |
| 10. | Song für den Proletariersohn, teil 3 (idem)                     | 1:35 |